# 10,000
10,000(만)은 9,999보다 크고 10,001보다 작은 자연수다.

## 수학
- 합성수로, 그 약수는 총 25개다. (1, 2, 4, 5, 8, 10, 16, 20, 25, 40, 50, 80, 100, 125, 200, 250, 400, 500, 625, 1000, 1250, 2000, 2500, 5000, 10000)
  - 10000의 진약수의 합은 14211이므로, 10000은 과잉수다.
  - 가장 작은 5자리 과잉수다.
- {\displaystyle 10000=100^{2}=10^{4}}
  - 100번째 제곱수(1002)다. 앞의 제곱수는 9801, 다음 제곱수는 10201이다.
  - 10번째 네제곱수(104)다. 앞의 네제곱수는 6561, 다음은 14641이다.
- 자릿수 제곱합이 제곱수인 가장 작은 5자리 자연수다. (OEIS의 수열 A175396)

## 경제
- 대한민국의 10000원 지폐는 세종대왕이다.
- 일본의 10000엔 지폐
  - 일본의 지폐는 1만엔권까지 만들어진다.

## 기타
- 10000년: 제10천년기의 마지막 연도.
  - 10000년 문제
- 한자 문화권은 서양 문화권과 달리 수의 단위가 10000을 기준으로 올라가는데, 이것을 ‘만진(萬進)’이라고 한다. 그래서 서양 언어들은 10과 1000을 이어말하지만, 오래 전부터 한자 수사법인 만진법을 들여온 일본어, 만주어, 한국어, 그리고 원조인 중국어들은 고유 어휘가 있다.
- 10000계(일본어판)

## 10,000번대의 주요 자연수

한자 숫자 만(속자. 정자는 萬.)

10,000 이상 99,999 이하의 자연수 중 특징별 자연수의 개수는 다음과 같다.
- 삼각수: 307개
- 소수(素數): 8,363개
- 제곱수: 217개
- 세제곱수: 25개
- 네제곱수: 8개
- 5제곱수: 3개
- 6제곱수: 2개
- 7제곱수: 2개
- 완전수는 없으며, 4번째 완전수인 8128의 다음 완전수는 33,550,336이다.

### 10,001~10,999
- 10,001: 가장 작은 5자리 반소수(73×137).
  - 네 자리의 같은 자연수 두 개를 이어붙인 수(예: 12,341,234)는 반드시 73이나 137로 나누어떨어진다.
- 10,002: 제곱 인수가 없는 가장 작은 5자리 과잉수.
- 10,007: 가장 작은 5자리 소수.
  - 116번째 안전 소수(↔ 5003), 가장 작은 5자리 안전 소수.
- 10,011: 141번째 삼각수.
- 10,018: 54번째 중심있는 칠각수.
- 10,044: 12부터 15까지 연속하는 네 자연수의 세제곱합.
- 10,045: 82번째 오각수.
- 10,061: 191번째 소피 제르맹 소수(↔ 20,123), 가장 작은 5자리 소피 제르맹 소수.
- 10,071: 54번째 구각수.
- 10,079: 117번째 안전 소수(↔ 5039).
- 10,080: 21번째 고도 합성수.
- 10,081: 64번째 중심있는 오각수.
- 10,091: 192번째 소피 제르맹 소수(↔ 20,183).
- 10,103: 118번째 안전 소수(↔ 5051).
- 10,125: 61번째 아킬레스 수, 가장 작은 5자리 아킬레스 수.
- 10,132: 34번째 이십각수.
- 10,144: 64번째 칠각수.
- 10,153: 142번째 삼각수.
- 10,163: 193번째 소피 제르맹 소수(↔ 20,327), 119번째 안전 소수(↔ 5081).
- 10,180: 40번째 십오각수.
- 10,200: 48번째 십일각수.
- 10,201 = 1012
- 10,206: 27번째 오각뿔수.
- 10,210: 83번째 중심있는 삼각수.
- 10,220: 평년 28년의 날짜.
- 10,225: 72번째 중심있는 사각수.
- 10,226: 서로 다른 두 소수(5, 101)의 제곱합으로 나타낼 수 있는 88번째 반소수.
- 10,251: 51번째 십각수.
- 10,253: 194번째 소피 제르맹 소수(↔ 20,507).
- 10,267: 59번째 중심있는 육각수.
- 10,271: 195번째 소피 제르맹 소수(↔ 20,543).
- 10,292: 83번째 오각수.
- 10,296: 143번째 삼각수.
- 10,301: 21번째 회문 소수.
- 10,313: 196번째 소피 제르맹 소수(↔ 20,627).
- 10,325: 59번째 팔각수.
- 10,331: 197번째 소피 제르맹 소수(↔ 20,663).
- 10,343: 120번째 안전 소수(↔ 5171).
- 10,368: 62번째 아킬레스 수.
- 10,369: 37번째 프로트 소수({\displaystyle 81\times 2^{7}+1}), 가장 작은 5자리 프로트 소수.
- 10,395: 24번째 홀수 과잉수(진약수의 합: 12,645), 가장 작은 5자리 홀수 과잉수, 11 이하의 모든 홀수 자연수의 곱.
- 10,396: 46번째 십이각수, 55번째 중심있는 칠각수, 23번째 칠각뿔수.
- 10,401: 65번째 중심있는 오각수.
- 10,403: 연속하는 두 소수(101, 103)의 곱.
- 10,404 = 1022
- 10,413: 39번째 십육각수.
- 10,416: 31번째 사각뿔수.
- 10,425: 25번째 팔면체수.
- 10,430: 8번째 기묘수이자, 다섯 자리 기묘수 중 가장 작은 수. 앞의 기묘수는 9272이다.
- 10,440: 144번째 삼각수.
- 10,450: 55번째 구각수.
- 10,459: 84번째 중심있는 삼각수.
- 10,463: 121번째 안전 소수(↔ 5231).
- 10,465: 65번째 칠각수.
- 10,501: 22번째 회문 소수.
- 10,513: 73번째 중심있는 사각수.
- 10,529: 198번째 소피 제르맹 소수(↔ 21,059).
- 10,542: 84번째 오각수.
- 10,559: 122번째 안전 소수(↔ 5279).
- 10,560: 연속하는 세 짝수(20, 22, 24)의 곱.
- 10,562: 서로 다른 두 소수(19, 101)의 제곱합으로 나타낼 수 있는 89번째 반소수.
- 10,570: 9번째 기묘수.
- 10,584: 63번째 아킬레스 수.
- 10,585: 145번째 삼각수, 8번째 카마이클 수, 가장 작은 5자리 카마이클 수.
  - 평년 29년의 날짜.
- 10,589: 199번째 소피 제르맹 소수(↔ 21,179).
- 10,601: 23번째 회문 소수.
- 10,607: 123번째 안전 소수(↔ 5303).
- 10,609 = 1032, 18번째 트리보나치 수.
- 10,612: 28번째 삼십각수.
- 10,613: 200번째 소피 제르맹 소수(↔ 21,227).
- 10,618: 서로 다른 두 소수(3, 103)의 제곱합으로 나타낼 수 있는 90번째 반소수.
- 10,621: 60번째 중심있는 육각수.
- 10,626: 21번째 오포체수, 연속하는 세 자연수(21, 22, 23)의 곱.
- 10,633: 49번째 십일각수.
- 10,648 = 223
- 10,660: 52번째 십각수, 39번째 사면체수.
- 10,667: 124번째 안전 소수(↔ 5333).
- 10,671: 18번째 테트라나치 수.
- 10,680: 60번째 팔각수.
- 10,691: 201번째 소피 제르맹 소수(↔ 21,383).
- 10,701: 41번째 십오각수, 40번째 케이크 수, 가장 작은 5자리 케이크 수.
- 10,709: 202번째 소피 제르맹 소수(↔ 21,419).
- 10,711: 85번째 중심있는 삼각수.
- 10,725: 25번째 육각뿔수.
- 10,726: 66번째 중심있는 오각수.
- 10,731: 146번째 삼각수.
- 10,733: 203번째 소피 제르맹 소수(↔ 21,467).
- 10,745: 35번째 이십각수.
- 10,753: 38번째 프로트 소수({\displaystyle 21\times 2^{9}+1}).
- 10,781: 204번째 소피 제르맹 소수(↔ 21,563), 56번째 중심있는 칠각수.
- 10,791: 66번째 칠각수.
- 10,792: 10번째 기묘수.
- 10,795: 85번째 오각수.
- 10,799: 205번째 소피 제르맹 소수(↔ 21,599), 125번째 안전 소수(↔ 5399).
- 10,800: 64번째 아킬레스 수.
- 10,805: 74번째 중심있는 사각수.
- 10,816 = 1042
- 10,836: 56번째 구각수.
- 10,857: 47번째 십이각수.
- 10,878: 147번째 삼각수.
- 10,883: 206번째 소피 제르맹 소수(↔ 21,767), 126번째 안전 소수(↔ 5441).
- 10,898: 서로 다른 두 소수(17, 103)의 제곱합으로 나타낼 수 있는 91번째 반소수.
- 10,946: 21번째 피보나치 수, 연속하는 두 개의 중심있는 사각수(61, 85)의 제곱합.
- 10,950: 평년 30년의 날짜.
- 10,952: 65번째 아킬레스 수.
- 10,960: 40번째 십육각수.
- 10,976: 66번째 아킬레스 수.
- 10,981: 61번째 중심있는 육각수.
- 10,989: 9를 곱하면 반대로 나타나는 수.
- 10,990: 11번째 기묘수.

### 11,000~11,999
- 11,003: 127번째 안전 소수(↔ 5501).
- 11,025 = 1052
  - 24번째 홀수 과잉수(진약수의 합: 11,946).
  - 14 이하의 모든 자연수의 세제곱합. ({\displaystyle 1^{3}+2^{3}+3^{3}+\ldots +14^{3}=11025})
- 11,026: 148번째 삼각수.
- 11,041: 61번째 팔각수.
- 11,042: 서로 다른 두 소수(29, 101)의 제곱합으로 나타낼 수 있는 92번째 반소수.
- 11,051: 86번째 오각수.
- 11,056: 67번째 중심있는 오각수.
- 11,075: 50번째 십일각수.
- 11,077: 53번째 십각수.
- 11,101: 75번째 중심있는 사각수.
- 11,122: 67번째 칠각수.
- 11,138: 서로 다른 두 소수(23, 103)의 제곱합으로 나타낼 수 있는 93번째 반소수.
- 11,162: 서로 다른 두 소수(31, 101)의 제곱합으로 나타낼 수 있는 94번째 반소수.
- 11,171: 207번째 소피 제르맹 소수(↔ 22,343).
- 11,173: 57번째 중심있는 칠각수.
- 11,175: 149번째 삼각수.
- 11,224: 87번째 중심있는 삼각수.
- 11,229: 57번째 구각수.
- 11,235: 42번째 십오각수.
- 11,236 = 1062
- 11,279: 128번째 안전 소수(↔ 5639).
- 11,282: 서로 다른 두 소수(71, 79)의 제곱합으로 나타낼 수 있는 95번째 반소수.
- 11,310: 87번째 오각수.
- 11,311: 24번째 회문 소수.
- 11,315: 평년 31년의 날짜.
- 11,321: 208번째 소피 제르맹 소수(↔ 22,643), 연속하는 두 개의 중심있는 삼각수 64, 85의 제곱합.
- 11,325: 150번째 삼각수.
- 11,328: 48번째 십이각수.
- 11,347: 62번째 중심있는 육각수.
- 11,368: 28번째 오각뿔수.
- 11,369: 209번째 소피 제르맹 소수(↔ 22,739).
- 11,376: 36번째 이십각수.
- 11,378: 서로 다른 두 소수(67, 83)의 제곱합으로 나타낼 수 있는 96번째 반소수.
- 11,391: 68번째 중심있는 오각수.
- 11,393: 210번째 소피 제르맹 소수(↔ 22,787), 39번째 프로트 소수({\displaystyle 89\times 2^{7}+1}).
- 11,397: 29번째 삼십각수.
- 11,401: 76번째 중심있는 사각수.
- 11,402: 서로 다른 두 소수(59, 89)의 제곱합으로 나타낼 수 있는 97번째 반소수.
- 11,408: 62번째 팔각수.
- 11,410: 12번째 기묘수.
- 11,411: 25번째 회문 소수.
- 11,423: 129번째 안전 소수(↔ 5711).
- 11,440: 32번째 사각뿔수.
- 11,449 = 1072
- 11,453: 서로 다른 두 소수(2, 107)의 제곱합으로 나타낼 수 있는 98번째 반소수.
- 11,458: 68번째 칠각수.
- 11,471: 211번째 소피 제르맹 소수(↔ 22,943).
- 11,474: 서로 다른 두 소수(5, 107)의 제곱합으로 나타낼 수 있는 99번째 반소수.
- 11,476: 151번째 삼각수.
- 11,480: 40번째 사면체수.
- 11,483: 130번째 안전 소수(↔ 5741).
- 11,485: 88번째 중심있는 삼각수.
- 11,498: 서로 다른 두 소수(7, 107)의 제곱합으로 나타낼 수 있는 100번째 반소수.
- 11,502: 54번째 십각수.
- 11,519: 212번째 소피 제르맹 소수(↔ 23,039).
- 11,521: 41번째 십육각수.
- 11,522: 41번째 케이크 수.
- 11,526: 51번째 십일각수.
- 11,549: 213번째 소피 제르맹 소수(↔ 23,099).
- 11,552: 67번째 아킬레스 수.
- 11,572: 88번째 오각수, 58번째 중심있는 칠각수.
- 11,577: 17번째 이십면체수.
- 11,579: 214번째 소피 제르맹 소수(↔ 23,159).
- 11,628: 152번째 삼각수.
- 11,629: 58번째 구각수.
- 11,642: 서로 다른 두 소수(61, 89)의 제곱합으로 나타낼 수 있는 101번째 반소수.
- 11,664 = 1082
- 11,680: 평년 32년의 날짜.
- 11,690: 13번째 기묘수.
- 11,699: 215번째 소피 제르맹 소수(↔ 23,399), 131번째 안전 소수(↔ 5849).
- 11,705: 77번째 중심있는 사각수.
- 11,719: 63번째 중심있는 육각수.
- 11,726: 26번째 팔면체수.
- 11,731: 69번째 중심있는 오각수.
- 11,738: 서로 다른 두 소수(17, 107)의 제곱합으로 나타낼 수 있는 102번째 반소수.
- 11,749: 89번째 중심있는 삼각수.
- 11,777: 40번째 프로트 소수({\displaystyle 23\times 2^{9}+1}).
- 11,781: 153번째 삼각수, 63번째 팔각수.
- 11,782: 43번째 십오각수.
- 11,783: 216번째 소피 제르맹 소수(↔ 23,567).
- 11,799: 69번째 칠각수.
- 11,800: 24번째 칠각뿔수.
- 11,801: 217번째 소피 제르맹 소수(↔ 23,603).
- 11,807: 132번째 안전 소수(↔ 5903).
- 11,809: 49번째 십이각수.
- 11,813: 218번째 소피 제르맹 소수(↔ 23,627).
- 11,831: 219번째 소피 제르맹 소수(↔ 23,663).
- 11,837: 89번째 오각수.
- 11,880: 9부터 12까지 연속하는 네 자연수의 곱.
- 11,881 = 1092
- 11,885: 서로 다른 두 소수(2, 109)의 제곱합으로 나타낼 수 있는 103번째 반소수.
- 11,906: 서로 다른 두 소수(5, 109)의 제곱합으로 나타낼 수 있는 104번째 반소수.
- 11,907: 68번째 아킬레스 수.
- 11,909: 220번째 소피 제르맹 소수(↔ 23,819).
- 11,935: 154번째 삼각수, 55번째 십각수.
- 11,978: 59번째 중심있는 칠각수.
- 11,979: 69번째 아킬레스 수.
- 11,986: 52번째 십일각수.

### 12,000~12,999
- 12,011: 222번째 소피 제르맹 소수(↔ 24,023).
- 12,012: 일본의 록 밴드의 이름.
- 12,013: 78번째 중심있는 사각수.
- 12,016: 90번째 중심있는 삼각수.
- 12,025: 37번째 이십각수.
- 12,036: 59번째 구각수.
- 12,041: 223번째 소피 제르맹 소수(↔ 24,083).
- 12,045: 평년 33년의 날짜.
- 12,051: 26번째 육각뿔수.
- 12,076: 70번째 중심있는 오각수.
- 12,090: 155번째 삼각수.
- 12,096: 42번째 십육각수.
- 12,097: 64번째 중심있는 육각수.
- 12,100 = 1102
- 12,101: 224번째 소피 제르맹 소수(↔ 24,203).
- 12,105: 90번째 오각수.
- 12,107: 233번째 안전 소수(↔ 6053).
- 12,110: 14번째 기묘수.
- 12,119: 225번째 소피 제르맹 소수(↔ 24,239)
- 12,144: 연속하는 세 자연수 22, 23, 24의 곱.
- 12,145: 70번째 칠각수.
- 12,160: 64번째 팔각수.
- 12,161: 41번째 프로트 소수({\displaystyle 95\times 2^{7}+1}).
- 12,167 = 233
- 12,168: 70번째 아킬레스 수.
- 12,203: 226번째 소피 제르맹 소수(↔ 24,407), 134번째 안전 소수(↔ 6101).
- 12,210: 30번째 삼십각수.
- 12,227: 135번째 안전 소수(↔ 6113).
- 12,242: 서로 다른 두 소수(19, 109)의 제곱합으로 나타낼 수 있는 105번째 반소수.
- 12,246: 156번째 삼각수.
- 12,263: 227번째 소피 제르맹 소수(↔ 24, 527), 136번째 안전 소수(↔ 6131).
- 12,286: 91번째 중심있는 삼각수.
- 12,289: 42번째 프로트 소수({\displaystyle 3\times 2^{12}+1}).
- 12,300: 50번째 십이각수.
- 12,321 = 1112
- 12,325: 79번째 중심있는 사각수.
- 12,329: 228번째 소피 제르맹 소수(↔ 24,659).
- 12,341: 41번째 사면체수.
- 12,342: 44번째 십오각수.
- 12,347: 137번째 안전 소수(↔ 6173).
- 12,348: 71번째 아킬레스 수.
- 12,376: 91번째 오각수, 56번째 십각수.
- 12,384: 42번째 케이크 수.
- 12,391: 60번째 중심있는 칠각수.
- 12,403: 157번째 삼각수.
- 12,410: 평년 34년의 날짜.
- 12,412: 13부터 16까지 연속하는 네 자연수의 세제곱합.
- 12,421: 26번째 회문 소수.
- 12,426: 71번째 중심있는 오각수.
- 12,450: 60번째 구각수.
- 12,455: 53번째 십일각수.
- 12,458: 서로 다른 두 소수(43, 103)의 제곱합으로 나타낼 수 있는 106번째 반소수.
- 12,481: 65번째 중심있는 육각수.
- 12,496: 71번째 칠각수.
- 12,500 = {\displaystyle {\frac {1}{8}}\times 10^{5}}, 72번째 아킬레스 수.
- 12,527: 138번째 안전 소수(↔ 6263).
- 12,529: 33번째 사각뿔수.
- 12,530: 15번째 기묘수.
- 12,539: 139번째 안전 소수(↔ 6269).
- 12,544 = 1122
- 12,545: 65번째 팔각수.
- 12,559: 92번째 중심있는 삼각수.
- 12,561: 158번째 삼각수.
- 12,615: 29번째 오각뿔수.
- 12,641: 80번째 중심있는 사각수.
- 12,647: 140번째 안전 소수(↔ 6323).
- 12,650: 92번째 오각수, 22번째 오포체수.
- 12,653: 229번째 소피 제르맹 소수(↔ 25,307).
- 12,659: 141번째 안전 소수(↔ 6329).
- 12,670: 16번째 기묘수.
- 12,671: 230번째 소피 제르맹 소수(↔ 25,343).
- 12,685: 43번째 십육각수.
- 12,692: 38번째 이십각수.
- 12,720: 159번째 삼각수.
- 12,721: 27번째 회문 소수.
- 12,722: 서로 다른 두 소수(29, 109)의 제곱합으로 나타낼 수 있는 107번째 반소수.
- 12,769 = 1132
- 12,773: 서로 다른 두 소수(2, 113)의 제곱합으로 나타낼 수 있는 108번째 반소수.
- 12,775: 평년 35년의 날짜.
- 12,778: 서로 다른 두 소수(3, 113)의 제곱합으로 나타낼 수 있는 109번째 반소수.
- 12,781: 72번째 중심있는 오각수.
- 12,791: 231번째 소피 제르맹 소수(↔ 25,583).
- 12,794: 서로 다른 두 소수(5, 113)의 제곱합으로 나타낼 수 있는 110번째 반소수.
- 12,800: 73번째 아킬레스 수.
- 12,801: 51번째 십이각수.
- 12,811: 61번째 중심있는 칠각수.
- 12,821: 232번째 소피 제르맹 소수(↔ 25,643), 28번째 회문 소수.
- 12,825: 57번째 십각수.
- 12,835: 93번째 중심있는 삼각수.
- 12,842: 서로 다른 두 소수(31, 109)의 제곱합으로 나타낼 수 있는 111번째 반소수.
- 12,852: 72번째 칠각수.
- 12,871: 61번째 구각수, 66번째 중심있는 육각수.
- 12,880: 160번째 삼각수.
- 12,899: 233번째 소피 제르맹 소수(↔ 25,799), 142번째 안전 소수(↔ 6449).
- 12,915: 45번째 십오각수.
- 12,923: 234번째 소피 제르맹 소수(↔ 25,847).
- 12,927: 93번째 오각수.
- 12,933: 54번째 십일각수.
- 12,936: 66번째 팔각수.
- 12,938: 서로 다른 두 소수(13, 113)의 제곱합으로 나타낼 수 있는 112번째 반소수.
- 12,959: 235번째 소피 제르맹 소수(↔ 25,919).
- 12,961: 81번째 중심있는 사각수.
- 12,962: 서로 다른 두 소수(71, 89)의 제곱합으로 나타낼 수 있는 113번째 반소수.
- 12,996 = 1142

### 13,000~13,999
- 13,001: 236번째 소피 제르맹 소수(↔ 26,003).
- 13,041: 161번째 삼각수.
- 13,043: 144번째 안전 소수(↔ 6521).
- 13,049: 237번째 소피 제르맹 소수(↔ 26,099).
- 13,051: 31번째 삼십각수.
- 13,058: 서로 다른 두 소수(17, 113)의 제곱합으로 나타낼 수 있는 114번째 반소수.
- 13,068: 74번째 아킬레스 수.
- 13,103: 145번째 안전 소수(↔ 6551).
- 13,114: 94번째 중심있는 삼각수.
- 13,127: 146번째 안전 소수(↔ 6563).
- 13,130: 8번째 사촌 소수쌍(79, 83)의 제곱합.
- 13,131: 27번째 팔면체수.
- 13,140: 평년 36년의 날짜.
- 13,141: 73번째 중심있는 오각수.
- 13,163: 147번째 안전 소수(↔ 6581).
- 13,203: 162번째 삼각수.
- 13,207: 94번째 오각수.
- 13,213: 73번째 칠각수.
- 13,225 = 1152
- 13,229: 238번째 소피 제르맹 소수(↔ 26,459).
- 13,238: 62번째 중심있는 칠각수.
- 13,244: 42번째 사면체수.
- 13,267: 67번째 중심있는 육각수.
- 13,282: 58번째 십각수.
- 13,285: 82번째 중심있는 사각수.
- 13,288: 44번째 십육각수, 43번째 케이크 수.
- 13,299: 62번째 구각수.
- 13,312: 52번째 십이각수.
- 13,313: 239번째 소피 제르맹 소수(↔ 26,627), 43번째 프로트 소수({\displaystyle 13\times 2^{10}+1}).
- 13,325: 25번째 칠각뿔수.
- 13,331: 29번째 회문 소수.
- 13,333: 67번째 팔각수.
- 13,366: 163번째 삼각수.
- 13,370: 17번째 기묘수.
- 13,377: 39번째 이십각수.
- 13,396: 95번째 중심있는 삼각수.
- 13,418: 서로 다른 두 소수(53, 103)의 제곱합으로 나타낼 수 있는 115번째 반소수.
- 13,420: 55번째 십일각수.
- 13,441: 44번째 프로트 소수({\displaystyle 105\times 2^{7}+1}).
- 13,448: 75번째 아킬레스 수.
- 13,451: 240번째 소피 제르맹 소수(↔ 26,903).
- 13,456 = 1162
- 13,463: 241번째 소피 제르맹 소수(↔ 26,927).
- 13,482: 27번째 육각뿔수.
- 13,490: 95번째 오각수.
- 13,500: 76번째 아킬레스 수.
- 13,501: 46번째 십오각수.
- 13,505: 평년 37년의 날짜.
- 13,506: 74번째 중심있는 오각수.
- 13,510: 18번째 기묘수.
- 13,523: 148번째 안전 소수(↔ 6761).
- 13,530: 164번째 삼각수.
- 13,553: 242번째 소피 제르맹 소수(↔ 27,107).
- 13,562: 서로 다른 두 소수(41, 109)의 제곱합으로 나타낼 수 있는 116번째 반소수.
- 13,579: 74번째 칠각수.
- 13,613: 83번째 중심있는 사각수.
- 13,619: 243번째 소피 제르맹 소수(↔ 27,239).
- 13,649: 244번째 소피 제르맹 소수(↔ 27,299).
- 13,658: 서로 다른 두 소수(47, 107)의 제곱합으로 나타낼 수 있는 117번째 반소수.
- 13,669: 68번째 중심있는 육각수.
- 13,672: 63번째 중심있는 칠각수.
- 13,681: 96번째 중심있는 삼각수.
- 13,682: 서로 다른 두 소수(59, 101)의 제곱합으로 나타낼 수 있는 118번째 반소수.
- 13,685: 34번째 사각뿔수.
- 13,689 = 1172
- 13,695: 165번째 삼각수.
- 13,697: 45번째 프로트 소수({\displaystyle 107\times 2^{7}+1}).
- 13,734: 63번째 구각수.
- 13,736: 68번째 팔각수.
- 13,747: 59번째 십각수.
- 13,763: 245번째 소피 제르맹 소수(↔ 27,527).
- 13,776: 96번째 오각수.
- 13,788: 18번째 이십면체수.
- 13,790: 19번째 기묘수.
- 13,799: 149번째 안전 소수(↔ 6899).
- 13,800: 연속하는 세 자연수 23, 24, 25의 곱.
- 13,824 = 243
- 13,831: 30번째 회문 소수.
- 13,833: 53번째 십이각수.
- 13,861: 166번째 삼각수.
- 13,870: 평년 38년의 날짜.
- 13,876: 75번째 중심있는 오각수.
- 13,883: 246번째 소피 제르맹 소수(↔ 27,767).
- 13,898: 서로 다른 두 소수(67, 97)의 제곱합으로 나타낼 수 있는 119번째 반소수.
- 13,901: 247번째 소피 제르맹 소수(↔ 27,803).
- 13,905: 45번째 십육각수.
- 13,913: 248번째 소피 제르맹 소수(↔ 27,827).
- 13,916: 56번째 십일각수.
- 13,920: 32번째 삼십각수.
- 13,922: 서로 다른 두 소수(61, 101)의 제곱합으로 나타낼 수 있는 120번째 반소수.
- 13,924 = 1182
- 13,930: 20번째 기묘수.
- 13,931: 31번째 회문 소수.
- 13,945: 84번째 중심있는 사각수.
- 13,950: 75번째 칠각수, 30번째 오각뿔수.
- 13,967: 150번째 안전 소수(↔ 6983).
- 13,969: 97번째 중심있는 삼각수.

### 14,000~14,999
- 14,009: 249번째 소피 제르맹 소수(↔ 28,019).
- 14,028: 167번째 삼각수.
- 14,065: 97번째 오각수.
- 14,077: 69번째 중심있는 육각수.
- 14,080: 40번째 이십각수.
- 14,081: 250번째 소피 제르맹 소수(↔ 28,163), 46번째 프로트 소수({\displaystyle 55\times 2^{8}+1}).
- 14,087: 151번째 안전 소수(↔ 7043).
- 14,100: 47번째 십오각수.
- 14,106: “사랑해”를 뜻하는 일본어 “愛してる(아이시테루)”의 숫자 고로아와세.
- 14,112: 77번째 아킬레스 수.
- 14,113: 64번째 중심있는 칠각수.
- 14,138: 서로 다른 두 소수(37, 113)의 제곱합으로 나타낼 수 있는 121번째 반소수.
- 14,145: 69번째 팔각수.
- 14,153: 251번째 소피 제르맹 소수(↔ 28,307).
- 14,159: 252번째 소피 제르맹 소수(↔ 28,319), 152번째 안전 소수(↔ 7079).
- 14,161 = 1192
- 14,176: 64번째 구각수.
- 14,190: 43번째 사면체수.
- 14,196 168번째 삼각수.
- 14,207: 153번째 안전 소수(↔ 7103).
- 14,220: 60번째 십각수.
- 14,235: 44번째 케이크 수, 평년 39년의 날짜.
- 14,243: 154번째 안전 소수(↔ 7121).
- 14,249: 253번째 소피 제르맹 소수(↔ 28,499).
- 14,251: 76번째 중심있는 오각수.
- 14,258: 서로 다른 두 소수(53, 107)의 제곱합으로 나타낼 수 있는 122번째 반소수.
- 14,260: 98번째 중심있는 삼각수.
- 14,281: 85번째 중심있는 사각수.
- 14,283: 78번째 아킬레스 수.
- 14,303: 254번째 소피 제르맹 소수(↔ 28,607), 155번째 안전 소수(↔ 7151).
- 14,321: 255번째 소피 제르맹 소수(↔ 28,643).
- 14,326: 76번째 칠각수.
- 14,341: 32번째 회문 소수.
- 14,357: 98번째 오각수.
- 14,364: 54번째 십이각수.
- 14,387: 156번째 안전 소수(↔ 7193).
- 14,365: 169번째 삼각수.
- 14,400 = 1202, 15 이하의 모든 자연수의 세제곱합. ({\displaystyle 1^{3}+2^{3}+3^{3}+\ldots +15^{3}=14400})
- 14,421: 57번째 십일각수.
- 14,423: 157번째 안전 소수(↔ 7211).
- 14,489: 256번째 소피 제르맹 소수(↔ 28,979).
- 14,491: 70번째 중심있는 육각수.
- 14,535: 170번째 삼각수.
- 14,536: 46번째 십육각수.
- 14,554: 99번째 중심있는 삼각수.
- 14,560: 70번째 팔각수.
- 14,561: 257번째 소피 제르맹 소수(↔ 29,123), 65번째 중심있는 칠각수.
- 14,593: 47번째 프로트 소수({\displaystyle 57\times 2^{8}+1}).
- 14,600: 평년 40년의 날짜.
- 14,618: 서로 다른 두 소수(43, 113)의 제곱합으로 나타낼 수 있는 123번째 반소수.
- 14,621: 258번째 소피 제르맹 소수(↔ 29,243), 86번째 중심있는 사각수.
- 14,625: 65번째 구각수.
- 14,631: 77번째 중심있는 오각수.
- 14,641 = 114 = 1212
- 14,644: 28번째 팔면체수.
- 14,652: 99번째 오각수.
- 14,669: 259번째 소피 제르맹 소수(↔ 29,339).
- 14,699: 260번째 소피 제르맹 소수(↔ 29,399), 158번째 안전 소수(↔ 7349).
- 14,701: 61번째 십각수.
- 14,706: 171번째 삼각수.
- 14,707: 77번째 칠각수.
- 14,712: 48번째 십오각수.
- 14,738: 서로 다른 두 소수(73, 97)의 제곱합으로 나타낼 수 있는 124번째 반소수.
- 14,741: 261번째 소피 제르맹 소수(↔ 29,483), 33번째 회문 소수.
- 14,770: 21번째 기묘수.
- 14,783: 262번째 소피 제르맹 소수(↔ 29,567).
- 14,792: 79번째 아킬레스 수.
- 14,801: 41번째 이십각수.
- 14,817: 33번째 삼십각수.
- 14,831: 263번째 소피 제르맹 소수(↔ 29,663).
- 14,851: 100번째 중심있는 삼각수.
- 14,867: 159번째 안전 소수(↔ 7433).
- 14,878: 172번째 삼각수.
- 14,879: 264번째 소피 제르맹 소수(↔ 29,759).
- 14,884 = 1222
- 14,905: 55번째 십이각수.
- 14,910: 35번째 사각뿔수.
- 14,911: 71번째 중심있는 육각수.
- 14,935: 58번째 십일각수.
- 14,939: 265번째 소피 제르맹 소수(↔ 29,879).
- 14,950: 100번째 오각수, 23번째 오포체수.
- 14,965: 87번째 중심있는 사각수, 평년 41년의 날짜.
- 14,976: 26번째 칠각뿔수.
- 14,978: 서로 다른 두 소수(47, 113)의 제곱합으로 나타낼 수 있는 125번째 반소수.
- 14,981: 71번째 팔각수.

### 15,000~15,999
- 15,015 = 3×5×7×11×13, 연속하는 다섯 소수의 곱.
  - 33번째 홀수 과잉수(진약수의 합: 17,241), 제곱 인수가 없는 가장 작은 홀수 과잉수. (OEIS의 수열 A112643)
- 15,016: 78번째 중심있는 오각수, 66번째 중심있는 칠각수.
- 15,017 = (1!)2 + (2!)2 + (3!)2 + (4!)2 + (5!)2
- 15,022: 28번째 육각뿔수.
- 15,051: 173번째 삼각수.
- 15,081: 66번째 구각수.
- 15,083: 160번째 안전 소수(↔ 7541).
- 15,093: 78번째 칠각수.
- 15,098: 서로 다른 두 소수(67, 103)의 제곱합으로 나타낼 수 있는 126번째 반소수.
- 15,101: 266번째 소피 제르맹 소수(↔ 30,203).
- 15,120: 22번째 고도 합성수, 5부터 9까지 연속하는 자연수 5개의 곱.
- 15,125: 80번째 아킬레스 수.
- 15,127: 20번째 뤼카 수, 가장 작은 5자리 뤼카 수.
- 15,128: 14부터 17까지 연속하는 네 자연수의 세제곱합.
- 15,129 = 1232
- 15,151: 101번째 중심있는 삼각수.
- 15,161: 267번째 소피 제르맹 소수(↔ 30,323).
- 15,173: 268번째 소피 제르맹 소수(↔ 30,347).
- 15,180: 44번째 사면체수.
- 15,181: 47번째 십육각수.
- 15,190: 62번째 십각수.
- 15,225: 174번째 삼각수.
- 15,226: 45번째 케이크 수.
- 15,233: 269번째 소피 제르맹 소수(↔ 30,467), 48번째 프로트 소수({\displaystyle 119\times 2^{7}+1}).
- 15,242: 서로 다른 두 소수(71, 101)의 제곱합으로 나타낼 수 있는 127번째 반소수.
- 15,251: 101번째 오각수.
- 15,269: 270번째 소피 제르맹 소수(↔ 30,539).
- 15,287: 161번째 안전 소수(↔ 7643).
- 15,299: 162번째 안전 소수(↔ 7649).
- 15,313: 88번째 중심있는 사각수.
- 15,330: 평년 42년의 날짜.
- 15,337: 49번째 십오각수, 72번째 중심있는 육각수.
- 15,361: 49번째 프로트 소수({\displaystyle 15\times 2^{10}+1}).
- 15,362: 서로 다른 두 소수(59, 109)의 제곱합으로 나타낼 수 있는 128번째 반소수.
- 15,376 = 1242, 31번째 오각뿔수.
- 15,383: 163번째 안전 소수(↔ 7691).
- 15,400: 175번째 삼각수.
- 15,401: 271번째 소피 제르맹 소수(↔ 30,803).
- 15,406: 79번째 중심있는 오각수.
- 15,408: 72번째 팔각수.
- 15,451: 34번째 회문 소수.
- 15,454: 102번째 중심있는 삼각수.
- 15,456: 56번째 십이각수.
- 15,458: 59번째 십일각수.
- 15,478: 67번째 중심있는 칠각수.
- 15,484: 79번째 칠각수.
- 15,488: 81번째 아킬레스 수.
- 15,540: 42번째 이십각수.
- 15,544: 67번째 구각수.
- 15,551: 35번째 회문 소수.
- 15,552: 82번째 아킬레스 수.
- 15,555: 102번째 오각수.
- 15,569: 272번째 소피 제르맹 소수(↔ 31,139).
- 15,576: 176번째 삼각수.
- 15,578: 서로 다른 두 소수(53, 113)의 제곱합으로 나타낼 수 있는 129번째 반소수.
- 15,600: 연속하는 세 자연수 24, 25, 26의 곱.
- 15,610: 22번째 기묘수.
- 15,625 = 56 = 253 = 1252
- 15,629: 273번째 소피 제르맹 소수(↔ 31,259).
- 15,647: 164번째 안전 소수(↔ 7823).
- 15,665: 89번째 중심있는 사각수.
- 15,683: 165번째 안전 소수(↔ 7841).
- 15,687: 63번째 십각수.
- 15,695: 평년 43년의 날짜.
- 15,742: 34번째 삼십각수.
- 15,753: 177번째 삼각수.
- 15,760: 103번째 중심있는 삼각수.
- 15,767: 166번째 안전 소수(↔ 7883).
- 15,769: 73번째 중심있는 육각수.
- 15,773: 274번째 소피 제르맹 소수(↔ 31,547).
- 15,791: 275번째 소피 제르맹 소수(↔ 31,583).
- 15,801: 80번째 중심있는 오각수.
- 15,803: 276번째 소피 제르맹 소수(↔ 31,607), 167번째 안전 소수(↔ 7901).
- 15,840: 48번째 십육각수.
- 15,841: 73번째 팔각수, 9번째 카마이클 수.
- 15,862: 103번째 오각수.
- 15,873: 7을 곱하면 111111(6개의 1)이 나오는 수.[1]
- 15,876 = 1262
- 15,880: 80번째 칠각수.
- 15,890: 23번째 기묘수.
- 15,923: 277번째 소피 제르맹 소수(↔ 31,847).
- 15,931: 178번째 삼각수.
- 15,947: 68번째 중심있는 칠각수.
- 15,975: 50번째 십오각수.
- 15,990: 60번째 십일각수.

### 16,000~16,999
- 16,000: 83번째 아킬레스 수.
- 16,001: 278번째 소피 제르맹 소수(↔ 32,003), 50번째 프로트 소수({\displaystyle 125\times 2^{7}+1}).
- 16,014: 68번째 구각수.
- 16,017: 57번째 십이각수.
- 16,021: 90번째 중심있는 사각수.
- 16,030: 24번째 기묘수.
- 16,060: 평년 44년의 날짜.
- 16,061: 36번째 회문 소수.
- 16,069: 104번째 중심있는 삼각수.
- 16,091: 279번째 소피 제르맹 소수(↔ 32,183).
- 16,110: 179번째 삼각수.
- 16,129 = 1272
- 16,138: 서로 다른 두 소수(3, 127)의 제곱합으로 나타낼 수 있는 130번째 반소수.
- 16,139: 168번째 안전 소수(↔ 8069).
- 16,172: 104번째 오각수.
- 16,178: 서로 다른 두 소수(7, 127)의 제곱합으로 나타낼 수 있는 131번째 반소수.
- 16,187: 169번째 안전 소수(↔ 8093).
- 16,192: 64번째 십각수.
- 16,200: 84번째 아킬레스 수.
- 16,201: 81번째 중심있는 오각수.
- 16,206: 36번째 사각뿔수.
- 16,207: 74번째 중심있는 육각수.
- 16,215: 45번째 사면체수.
- 16,223: 170번째 안전 소수(↔ 8111).
- 16,250 = 252+1252
- 16,253: 280번째 소피 제르맹 소수(↔ 32,507).
- 16,262: 46번째 케이크 수.
- 16,264: 19번째 이십면체수.
- 16,269: 29번째 팔면체수.
- 16,275 = 52+252+1252
- 16,280: 74번째 팔각수.
- 16,281: 81번째 칠각수.
- 16,290: 180번째 삼각수.
- 16,297: 43번째 이십각수.
- 16,301: 281번째 소피 제르맹 소수(↔ 32,603).
- 16,310: 25번째 기묘수.
- 16,361: 37번째 회문 소수.
- 16,381: 105번째 중심있는 삼각수, 91번째 중심있는 사각수.
- 16,384 = 214 = 47 = 1282
- 16,418: 서로 다른 두 소수(17, 127)의 제곱합으로 나타낼 수 있는 132번째 반소수.
- 16,421: 282번째 소피 제르맹 소수(↔ 32,843).
- 16,423: 69번째 중심있는 칠각수.
- 16,425: 평년 45년의 날짜.
- 16,442: 서로 다른 두 소수(79, 101)의 제곱합으로 나타낼 수 있는 133번째 반소수.
- 16,471: 181번째 삼각수.
- 16,485: 105번째 오각수.
- 16,487: 171번째 안전 소수(↔ 8243).
- 16,491: 69번째 구각수.
- 16,493: 283번째 소피 제르맹 소수(↔ 32,987).
- 16,513: 49번째 십육각수.
- 16,531: 61번째 십일각수.
- 16,547: 172번째 안전 소수(↔ 8273).
- 16,553: 284번째 소피 제르맹 소수(↔ 33,107).
- 16,561: 38번째 회문 소수.
- 16,588: 58번째 십이각수.
- 16,606: 82번째 중심있는 오각수.
- 16,626: 51번째 십오각수.
- 16,641 = 1292
- 16,651: 75번째 중심있는 육각수.
- 16,653: 182번째 삼각수.
- 16,658: 서로 다른 두 소수(23, 127)의 제곱합으로 나타낼 수 있는 134번째 반소수.
- 16,661: 39번째 회문 소수.
- 16,673: 285번째 소피 제르맹 소수(↔ 33,347).
- 16,675: 29번째 육각뿔수.
- 16,687: 82번째 칠각수.
- 16,695: 35번째 삼십각수.
- 16,696: 106번째 중심있는 삼각수.
- 16,705: 65번째 십각수.
- 16,725: 75번째 팔각수.
- 16,730: 26번째 기묘수.
- 16,745: 92번째 중심있는 사각수.
- 16,758: 27번째 칠각뿔수.
- 16,778: 서로 다른 두 소수(73, 107)의 제곱합으로 나타낼 수 있는 135번째 반소수.
- 16,790: 평년 46년의 날짜.
- 16,796: 10번째 카탈랑 수.
- 16,801: 106번째 오각수.
- 16,811: 286번째 소피 제르맹 소수(↔ 33,623).
- 16,823: 287번째 소피 제르맹 소수(↔ 33,647).
- 16,836: 183번째 삼각수.
- 16,870: 27번째 기묘수.
- 16,875: 85번째 아킬레스 수.
- 16,883: 288번째 소피 제르맹 소수(↔ 33,767).
- 16,896: 32번째 오각뿔수.
- 16,900 = 1302
- 16,906: 70번째 중심있는 칠각수.
- 16,922: 서로 다른 두 소수(71, 109)의 제곱합으로 나타낼 수 있는 136번째 반소수.
- 16,928: 86번째 아킬레스 수.
- 16,931: 289번째 소피 제르맹 소수(↔ 33,863).
- 16,975: 70번째 구각수.

### 17,000~17,999
- 17,012: 연속하는 두 개의 중심있는 오각수(76, 106)의 제곱합.
- 17,014: 107번째 중심있는 삼각수.
- 17,016: 83번째 중심있는 오각수.
- 17,020: 184번째 삼각수.
- 17,027: 173번째 안전 소수(↔ 8513).
- 17,072: 44번째 이십각수.
- 17,081: 62번째 십일각수.
- 17,098: 83번째 칠각수.
- 17,101: 76번째 중심있는 육각수.
- 17,113: 93번째 중심있는 사각수.
- 17,120: 107번째 오각수.
- 17,155: 평년 47년의 날짜.
- 17,159: 290번째 소피 제르맹 소수(↔ 34,319).
- 17,160: 10부터 13까지 연속하는 네 자연수의 곱.
- 17,161 = 1312
- 17,165: 서로 다른 두 소수(2, 131)의 제곱합으로 나타낼 수 있는 137번째 반소수.
- 17,169: 59번째 십이각수.
- 17,176: 76번째 팔각수.
- 17,183: 291번째 소피 제르맹 소수(↔ 34,367).
- 17,200: 50번째 십육각수.
- 17,205: 185번째 삼각수.
- 17,226: 66번째 십각수.
- 17,258: 서로 다른 두 소수(67, 113)의 제곱합으로 나타낼 수 있는 138번째 반소수.
- 17,272: 28번째 기묘수.
- 17,282: 서로 다른 두 소수(11, 131)의 제곱합으로 나타낼 수 있는 139번째 반소수.
- 17,290: 52번째 십오각수.
- 17,291: 292번째 소피 제르맹 소수(↔ 34,583).
- 17,296: 46번째 사면체수.
- 17,327: 174번째 안전 소수(↔ 8663).
- 17,333: 293번째 소피 제르맹 소수(↔ 34,667).
- 17,335: 108번째 중심있는 삼각수.
- 17,344: 18번째 카프리카 수, 47번째 케이크 수.
  - {\displaystyle 17,344^{2}=300,814,336}이며, {\displaystyle 3,008+14,336=17,344}이므로 17,344는 카프리카 수다.
- 17,351: 294번째 소피 제르맹 소수(↔ 34,703).
- 17,387: 175번째 안전 소수(↔ 8693).
- 17,391: 186번째 삼각수.
- 17,396: 71번째 중심있는 칠각수.
- 17,424 = 1322
- 17,431: 84번째 중심있는 오각수.
- 17,442: 108번째 오각수.
- 17,466: 71번째 구각수.
- 17,471: 40번째 회문 소수.
- 17,483: 176번째 안전 소수(↔ 8741).
- 17,485: 94번째 중심있는 사각수.
- 17,496: 87번째 아킬레스 수.
- 17,514: 84번째 칠각수.
- 17,520: 평년 48년의 날짜.
- 17,522: 서로 다른 두 소수(19, 131)의 제곱합으로 나타낼 수 있는 140번째 반소수.
- 17,550: 24번째 오포체수, 연속하는 세 자연수(25, 26, 27)의 곱.
- 17,557: 77번째 중심있는 육각수.
- 17,570: 29번째 기묘수.
- 17,575: 37번째 사각뿔수.
- 17,576 = 263
- 17,578: 187번째 삼각수.
- 17,579: 295번째 소피 제르맹 소수(↔ 35,159).
- 17,633: 77번째 팔각수.
- 17,640: 63번째 십일각수.
- 17,659: 109번째 중심있는 삼각수.
- 17,669: 296번째 소피 제르맹 소수(↔ 35,339).
- 17,672: 88번째 아킬레스 수.
- 17,676: 36번째 삼십각수.
- 17,681: 297번째 소피 제르맹 소수(↔ 35,363).
- 17,689 = 1332
- 17,711: 22번째 피보나치 수.
- 17,755: 67번째 십각수.
- 17,760: 60번째 십이각수.
- 17,766: 188번째 삼각수.
- 17,767: 109번째 오각수.
- 17,851: 85번째 중심있는 오각수.
- 17,861: 95번째 중심있는 사각수.
- 17,865: 45번째 이십각수.
- 17,885: 평년 49년의 날짜.
- 17,893: 72번째 중심있는 칠각수.
- 17,901: 51번째 십육각수.
- 17,903: 177번째 안전 소수(↔ 8951).
- 17,921: 51번째 프로트 소수({\displaystyle 35\times 2^{9}+1}).
- 17,935: 85번째 칠각수.
- 17,939: 298번째 소피 제르맹 소수(↔ 35,879), 178번째 안전 소수(↔ 8969).
- 17,955: 189번째 삼각수.
- 17,956 = 1342
- 17,964: 72번째 구각수.
- 17,967: 53번째 십오각수.
- 17,971: 41번째 회문 소수.
- 17,981: 299번째 소피 제르맹 소수(↔ 35,963).
- 17,986: 110번째 중심있는 삼각수.
- 17,990: 30번째 기묘수.

### 18,000~18,999
- 18,000: 89번째 아킬레스 수.
- 18,002: 서로 다른 두 소수(29, 131)의 제곱합으로 나타낼 수 있는 141번째 반소수.
- 18,010: 30번째 팔면체수.
- 18,019: 78번째 중심있는 육각수.
- 18,041: 300번째 소피 제르맹 소수(↔ 36,083).
- 18,059: 179번째 안전 소수(↔ 9029).
- 18,095: 110번째 오각수.
- 18,096: 78번째 팔각수.
- 18,098: 서로 다른 두 소수(73, 113)의 제곱합으로 나타낼 수 있는 142번째 반소수.
- 18,119: 180번째 안전 소수(↔ 9059).
- 18,131: 301번째 소피 제르맹 소수(↔ 36,263).
- 18,145: 190번째 삼각수.
- 18,149: 302번째 소피 제르맹 소수(↔ 36,299).
- 18,181: 42번째 회문 소수.
- 18,191: 303번째 소피 제르맹 소수(↔ 36,383).
- 18,208: 64번째 십일각수.
- 18,216: 15부터 18까지 연속하는 네 자연수의 세제곱합.
- 18,225 = 1352
- 18,233: 304번째 소피 제르맹 소수(↔ 36,467).
- 18,241: 96번째 중심있는 사각수.
- 18,250: 평년 50년의 날짜.
- 18,252: 90번째 아킬레스 수.
- 18,276: 86번째 중심있는 오각수.
- 18,292: 68번째 십각수.
- 18,316: 111번째 중심있는 삼각수.
- 18,336: 191번째 삼각수.
- 18,341: 305번째 소피 제르맹 소수(↔ 36,683).
- 18,361: 86번째 칠각수, 61번째 십이각수.
- 18,397: 73번째 중심있는 칠각수.
- 18,410: 31번째 기묘수.
- 18,424: 47번째 사면체수.
- 18,426: 111번째 오각수.
- 18,432: 91번째 아킬레스 수.
- 18,433: 52번째 프로트 소수({\displaystyle 9\times 2^{11}+1}).
- 18,443: 306번째 소피 제르맹 소수(↔ 36,887), 181번째 안전 소수(↔ 9221).
- 18,445: 30번째 육각뿔수.
- 18,461: 307번째 소피 제르맹 소수(↔ 36,923).
- 18,469: 73번째 구각수.
- 18,473: 48번째 케이크 수.
- 18,481: 43번째 회문 소수.
- 18,487: 79번째 중심있는 육각수.
- 18,496 = 1362, 16 이하의 모든 자연수의 세제곱합. ({\displaystyle 1^{3}+2^{3}+3^{3}+\ldots +16^{3}=18496})
- 18,513: 33번째 오각뿔수.
- 18,528: 192번째 삼각수.
- 18,565: 79번째 팔각수.
- 18,587: 182번째 안전 소수(↔ 9293).
- 18,615: 평년 51년의 날짜.
- 18,616: 52번째 십육각수.
- 18,625: 97번째 중심있는 사각수.
- 18,649: 112번째 중심있는 삼각수.
- 18,657: 54번째 십오각수.
- 18,676: 46번째 이십각수, 28번째 칠각뿔수.
- 18,685: 37번째 삼십각수.
- 18,706: 87번째 중심있는 오각수.
- 18,721: 193번째 삼각수.
- 18,731: 308번째 소피 제르맹 소수(↔ 37,463).
- 18,743: 183번째 안전 소수(↔ 9371).
- 18,750 = {\displaystyle {\frac {3}{16}}\times 10^{5}}
- 18,760: 112번째 오각수.
- 18,769 = 1372
- 18,773: 309번째 소피 제르맹 소수(↔ 37,547).
- 18,785: 65번째 십일각수.
- 18,792: 87번째 칠각수.
- 18,794: 서로 다른 두 소수(5, 137)의 제곱합으로 나타낼 수 있는 143번째 반소수.
- 18,803: 310번째 소피 제르맹 소수(↔ 37,607).
- 18,830: 32번째 기묘수.
- 18,837: 69번째 십각수.
- 18,839: 184번째 안전 소수(↔ 9419).
- 18,842: 서로 다른 두 소수(41, 131)의 제곱합으로 나타낼 수 있는 144번째 반소수.
- 18,899: 311번째 소피 제르맹 소수(↔ 37,799).
- 18,908: 74번째 중심있는 칠각수.
- 18,915: 194번째 삼각수.
- 18,947: 185번째 안전 소수(↔ 9473).
- 18,959: 186번째 안전 소수(↔ 9479).
- 18,961: 80번째 중심있는 육각수.
- 18,970: 33번째 기묘수.
- 18,972: 62번째 십이각수.
- 18,980: 평년 52년의 날짜.
- 18,981: 74번째 구각수.
- 18,985: 113번째 중심있는 삼각수.

### 19,000~19,999
- 19,013: 98번째 중심있는 사각수.
- 19,019: 38번째 사각뿔수.
- 19,020: 20번째 이십면체수.
- 19,040: 80번째 팔각수.
- 19,044 = 1382
- 19,079: 187번째 안전 소수(↔ 9539).
- 19,097: 113번째 오각수.
- 19,106: 연속하는 두 개의 중심있는 삼각수(85, 109)의 제곱합.
- 19,110: 195번째 삼각수.
- 19,141: 88번째 중심있는 오각수.
- 19,163: 312번째 소피 제르맹 소수(↔ 38,327).
- 19,208: 92번째 아킬레스 수.
- 19,228: 88번째 칠각수.
- 19,259: 188번째 안전 소수(↔ 9629).
- 19,298: 서로 다른 두 소수(23, 137)의 제곱합으로 나타낼 수 있는 145번째 반소수.
- 19,301: 313번째 소피 제르맹 소수(↔ 38,603).
- 19,305: 9부터 15까지 연속하는 네 홀수의 곱.
- 19,306: 196번째 삼각수.
- 19,319: 314번째 소피 제르맹 소수(↔ 38,639).
- 19,321 = 1392
- 19,324: 114번째 중심있는 삼각수.
- 19,345: 53번째 십육각수, 평년 53년의 날짜.
- 19,360: 55번째 십오각수.
- 19,371: 66번째 십일각수.
- 19,373: 315번째 소피 제르맹 소수(↔ 38,747).
- 19,379: 189번째 안전 소수(↔ 9689).
- 19,390: 34번째 기묘수, 70번째 십각수.
- 19,391: 316번째 소피 제르맹 소수(↔ 38,783), 44번째 회문 소수.
- 19,405: 99번째 중심있는 사각수.
- 19,426: 75번째 중심있는 칠각수.
- 19,433: 317번째 소피 제르맹 소수(↔ 38,867).
- 19,437: 114번째 오각수.
- 19,441: 81번째 중심있는 육각수.
- 19,442: 서로 다른 두 소수(11, 139)의 제곱합으로 나타낼 수 있는 146번째 반소수.
- 19,457: 53번째 프로트 소수({\displaystyle 19\times 2^{10}+1})
- 19,500: 75번째 구각수.
- 19,503: 197번째 삼각수.
- 19,505: 47번째 이십각수.
- 19,513: 19번째 트리보나치 수.
- 19,521: 81번째 팔각수.
- 19,553: 318번째 소피 제르맹 소수(↔ 39,107).
- 19,559: 319번째 소피 제르맹 소수(↔ 39,119).
- 19,581: 89번째 중심있는 오각수.
- 19,583: 190번째 안전 소수(↔ 9791).
- 19,593: 63번째 십이각수.
- 19,600 = 1402, 48번째 사면체수.
- 19,610: 9번째 사촌 소수쌍(97, 101)의 제곱합.
- 19,650: 49번째 케이크 수.
- 19,652: 93번째 아킬레스 수.
- 19,656: 연속하는 세 자연수(26, 27, 28)의 곱.
- 19,658: 서로 다른 두 소수(83, 113)의 제곱합으로 나타낼 수 있는 147번째 반소수.
- 19,661: 320번째 소피 제르맹 소수(↔ 39,323).
- 19,666: 115번째 중심있는 삼각수.
- 19,669: 89번째 칠각수.
- 19,670: 35번째 기묘수.
- 19,683 = 39 = 273
- 19,701: 198번째 삼각수.
- 19,709: 321번째 소피 제르맹 소수(↔ 39,419).
- 19,710: 평년 54년의 날짜.
- 19,722: 38번째 삼십각수.
- 19,751: 322번째 소피 제르맹 소수(↔ 39,503).
- 19,773: 94번째 아킬레스 수.
- 19,780: 115번째 오각수.
- 19,801: 100번째 중심있는 사각수.
- 19,802: 서로 다른 두 소수(89, 109)의 제곱합으로 나타낼 수 있는 148번째 반소수.
- 19,871: 31번째 팔면체수.
- 19,881 = 1412
- 19,889: 323번째 소피 제르맹 소수(↔ 39,779).
- 19,891: 45번째 회문 소수.
- 19,900: 199번째 삼각수.
- 19,913: 324번째 소피 제르맹 소수(↔ 39,827).
- 19,919: 325번째 소피 제르맹 소수(↔ 39,839).
- 19,927: 82번째 중심있는 육각수.
- 19,951: 71번째 십각수, 76번째 중심있는 칠각수.
- 19,966: 67번째 십일각수.
- 19,991: 326번째 소피 제르맹 소수(↔ 39,983), 46번째 회문 소수.
- 19,994: 연속하는 두 개의 중심있는 사각수(85, 113)의 제곱합.

## 같이 보기
- 100,000
- 1,000,000
- 10,000,000
- 100,000,000

## 참고 문헌
1. ↑  이강굉 (2002년 6월 10일). 《넘 재밌는 숫자의 비밀풀기》. 예문당.